# Astydamia latifolia
Astydamia latifolia är en växtart i  familjen flockblommiga växter. Den beskrevs av Carl von Linné den yngre och fick sitt nu gällande namn av Henri Ernest Baillon. Den är ensam art i det monotypiska släktet Astydamia.

## Utbredning
Arten förekommer i nordvästra Afrika, från Marocko i norr till Mauretanien i söder, samt på Kanarieöarna.

## Namn
Släktet Astydamia är uppkallat efter Astydamia i den grekiska mytologin. Hon var hustru till Akastos, Pelias son. Artepitetet latifolia betyder 'bredbladig'.